# کایل تامپسون (عکاس)
کایل تامپسون  زاده ۱۱ ژانویه ۱۹۹۲، عکاس امریکایی اهل ایلنوی شیکاگو است سبک تامپسون، به گفته خودش، سبکی سورئال-ادراکی است؛ آفرینش دنیایی فراواقعی برای شرح و به تصویر کشیدن مفاهیم. خانه‌های رها شده و جنگل‌های ساکت مکان‌هایی هستند که او را جذب می‌کنند.او اکثراً سلف-پرتریت میگیرد و دوره رسمی در عکاسی نگذرانده است.

## سبک
تامپسون برای استفاده از مکان‌های غیرمعمول مشهور است . او اغلب از خانه‌های خالی و رها شده، جنگل‌ها و رودخانه‌ها و دریاچه‌ها استفاده میکند. علاقه خود به مناطق بیرونی - دور از حومه شهری که در آن بزرگ شده‌است - را این گونه توصیف می‌کند: حومه‌های شهر جعلی و مدل‌سازی شده‌اند.

## کتاب
- جایی دیگر

Somewhere Else

 (2014)

## جوایز
وگ ایتالیا، عکس روز ۲۱ ژوئیه ۲۰۱۲
وگ ایتالیا، عکس روز ۲۳ اکتبر ۲۰۱۵